# Jaurrieta
Jaurrieta település Spanyolországban, Navarra autonóm közösségben. Jaurrieta Abaurrepea/Abaurrea Baja, Abaurregaina/Abaurrea Alta, Esparza, Hiriberri/Villanueva de Aezkoa, Ochagavía, Ezcároz – Ezkaroze és Oronz-Orontze községekkel határos. Lakosainak száma 180 fő (2024).

## Népesség
A település népessége az elmúlt években az alábbi módon változott:
| Lakosok száma | 245  | 235  | 222  | 216  | 215  | 208  | 196  | 189  | 181  | 180  |
|               | 2001 | 2004 | 2006 | 2009 | 2011 | 2014 | 2016 | 2019 | 2021 | 2024 |